# Pumpwerk Alte Emscher

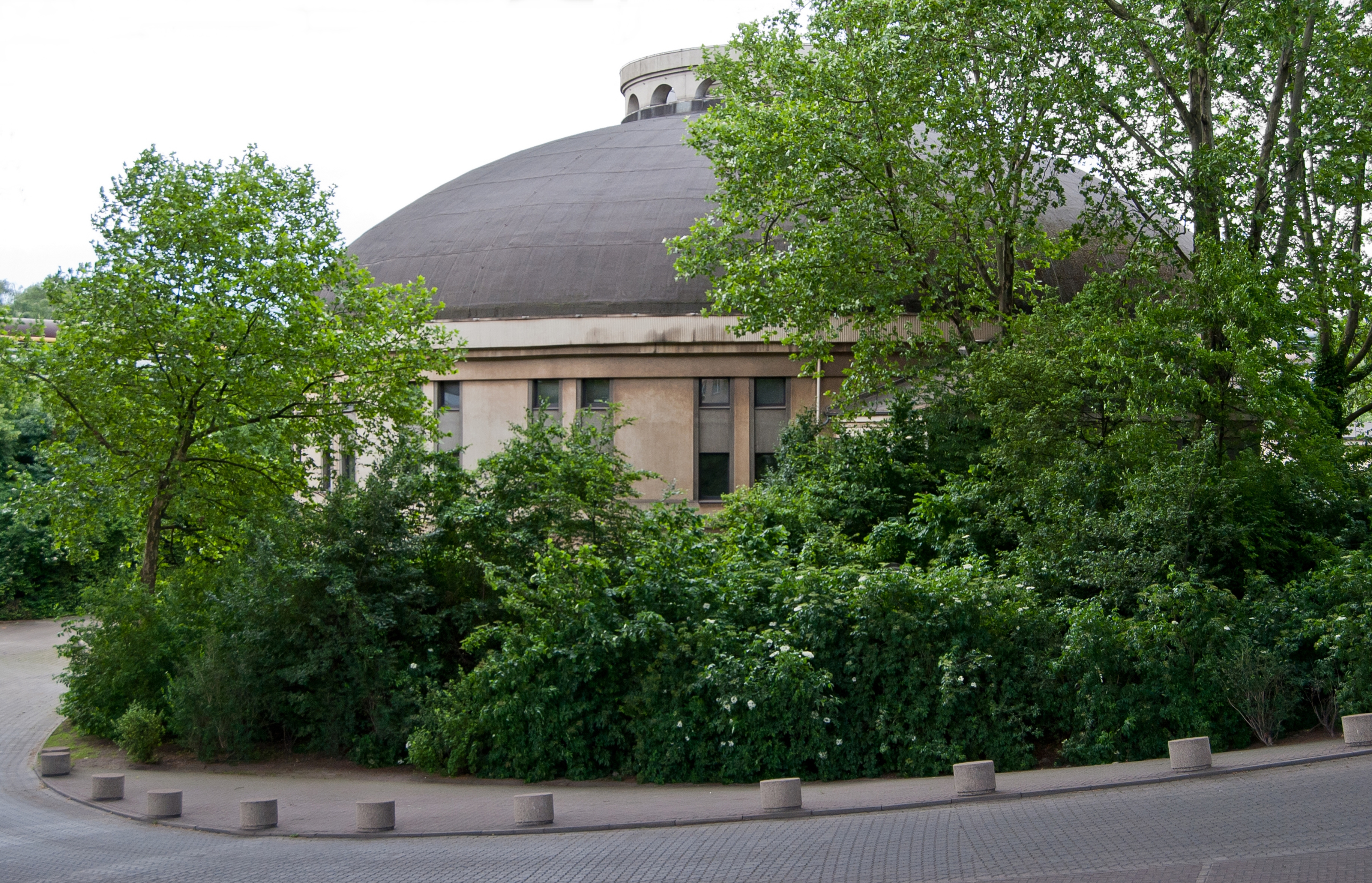
Das Pumpwerk Alte Emscher (Südostansicht)

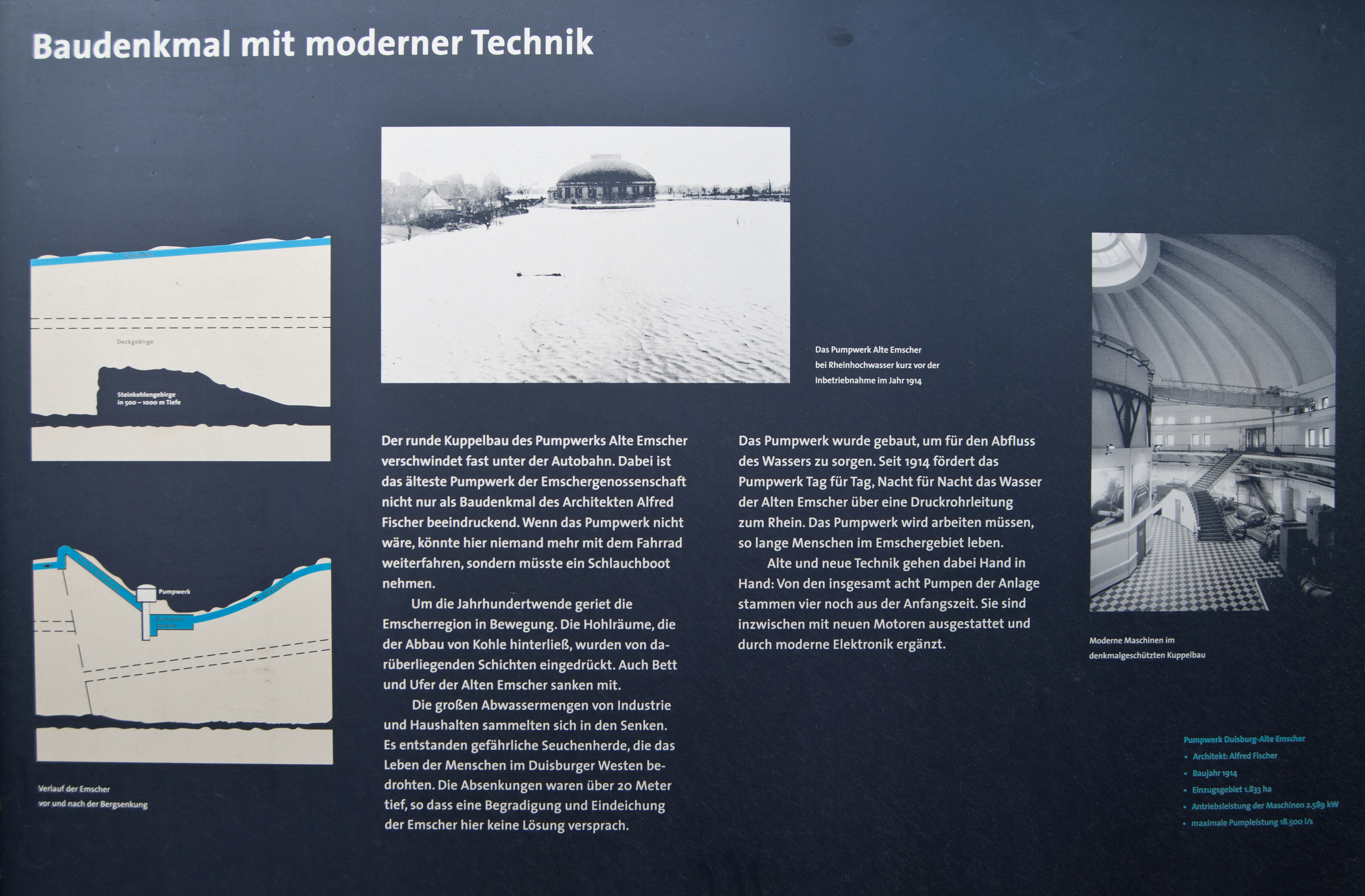
Informationstafel der Route der Industriekultur

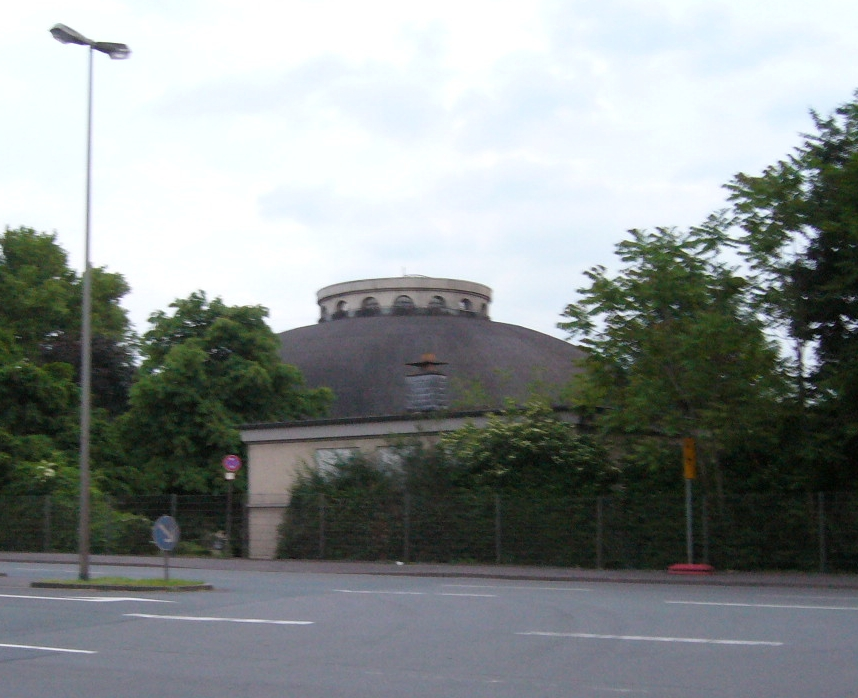
Ansicht von Nordosten

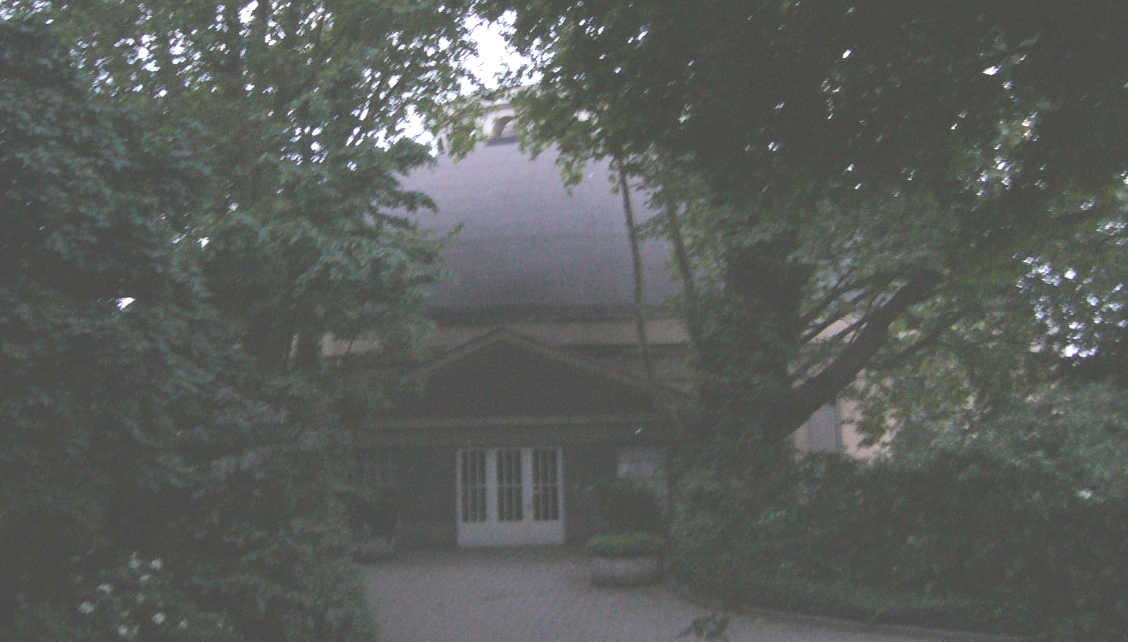
Portal

Das Pumpwerk Alte Emscher ist ein ab 1911 geplantes, 1912–1913 errichtetes und 1914 in Betrieb genommenes Abwasser-Pumpwerk der Emschergenossenschaft in Duisburg-Beeck.
Das Pumpwerk im Einzugsgebiet der Alten Emscher wurde wegen fortschreitender Bergsenkungen nötig, die eine normale Entwässerung durch natürliche Vorflut unmöglich machten. Es ist das älteste Pumpwerk der Emschergenossenschaft und liegt im Tiefpunkt des Senkungstrichters. Der frei gespannte Eisenbeton-Kuppelbau, seinerzeit der zweitgrößte seiner Art in Deutschland, besitzt eine Kuppel mit einem Durchmesser von 41 Meter und einer Höhe von 24,5 Meter. Die große Höhe war aus thermischen Gründen wegen des Betriebs der ursprünglichen Dieselpumpen notwendig.
Die runde Form des Pumpwerks geht auf die Entwürfe der Wasserbauingenieure der Emschergenossenschaft zurück. Die Düsseldorfer Bauunternehmung Dücker & Cie. mit ihrem Oberingenieur Ernst Mautner entwarf dazu eine Beton-Rippenkuppel von 41 m Durchmesser. Gestaltet wurde das Bauwerk auf dieser Grundlage von dem Architekten Alfred Fischer, der 13 Jahre später für Duisburg auch das Pumpwerk Schmidthorst und noch zwei Jahre darauf das Pumpwerk Schwelgern entwarf. Die kreisrunde Form des Gebäudes dient der optimalen Funktion und ist in der Lage, dem Wasserdruck selbst bei einem Bruch der Rheindeiche standzuhalten; auch dann kann die Senke noch entwässert werden.
Die meisten der Dieselpumpen wurden mittlerweile durch Elektropumpen ersetzt. Zur Unterstützung des Pumpwerks bei Hochwasser wurden 1932 und 1947 zwei weitere Pumpwerke angegliedert. 2006 wurde ein neues Pumpwerk auf dem Gelände eingeweiht. Seitdem dient das Pumpwerk Alte Emscher (A) nur noch als Reservepumpwerk.
Die Alte Emscher ist vom Flusssystem der Emscher abgeschnitten und entwässert nur noch ihr unmittelbares Einzugsgebiet im Duisburger Norden und Oberhausener Westen. Das Pumpwerk Alte Emscher fördert das Wasser über Druckrohrleitungen zur Kläranlage Duisburg Alte Emscher. Nach der Reinigung dort wird das Wasser über den Deich in den Rhein gepumpt. Außerdem leitet das Pumpwerk Alte Emscher Wasser weiter, das in Stockum vom dortigen Pumpwerk Duisburg-Stockum aus dem Senkungsgebiet der Stockumer Alten Emscher abgepumpt wird.
Das Pumpwerk Alte Emscher ist Teil mehrerer Themenrouten der Route der Industriekultur. Es steht seit 1999 unter Denkmalschutz. Am 24. Mai 2013 wurde es von der Bundesingenieurkammer als Historisches Wahrzeichen der Ingenieurbaukunst in Deutschland ausgezeichnet.